# Konsensusprincipen
Konsensusprincipen är en princip om enhällighet, vilket innebär att beslut bara kan fattas om det råder enighet mellan samtliga deltagande/förhandlande, parter/länder. Samtliga måste således vara överens och det går inte att reservera sig mot ett beslut som kräver enhällighet. Principen används bland annat i Förenta nationernas säkerhetsråd.